# 스포츠 투데이 (라디오 프로그램)
《한종희의 스포츠 투데이》는 한종희 기자의 진행으로 SBS 러브FM에서 방송되고 있는 라디오 프로그램이다. 2010년 3월 26일에 봄 개편 관계로 폐지되었다.